# Amoucha
Amoucha (em árabe: عموشة) é uma comuna localizada na província de Sétif, Argélia. Sua população estimada em 2008 era de 22 767 habitantes.